# A Teixeira
A Teixeira település Spanyolországban, Ourense tartományban. A Teixeira Castro Caldelas, Montederramo, Parada de Sil és Sober községekkel határos. Lakosainak száma 326 fő (2024).

## Népesség
A település népessége az elmúlt években az alábbi módon változott:
| Lakosok száma | 576  | 547  | 518  | 479  | 415  | 391  | 339  | 316  | 345  | 326  |
|               | 2001 | 2004 | 2007 | 2009 | 2012 | 2014 | 2017 | 2019 | 2022 | 2024 |